# Refugiados en la India

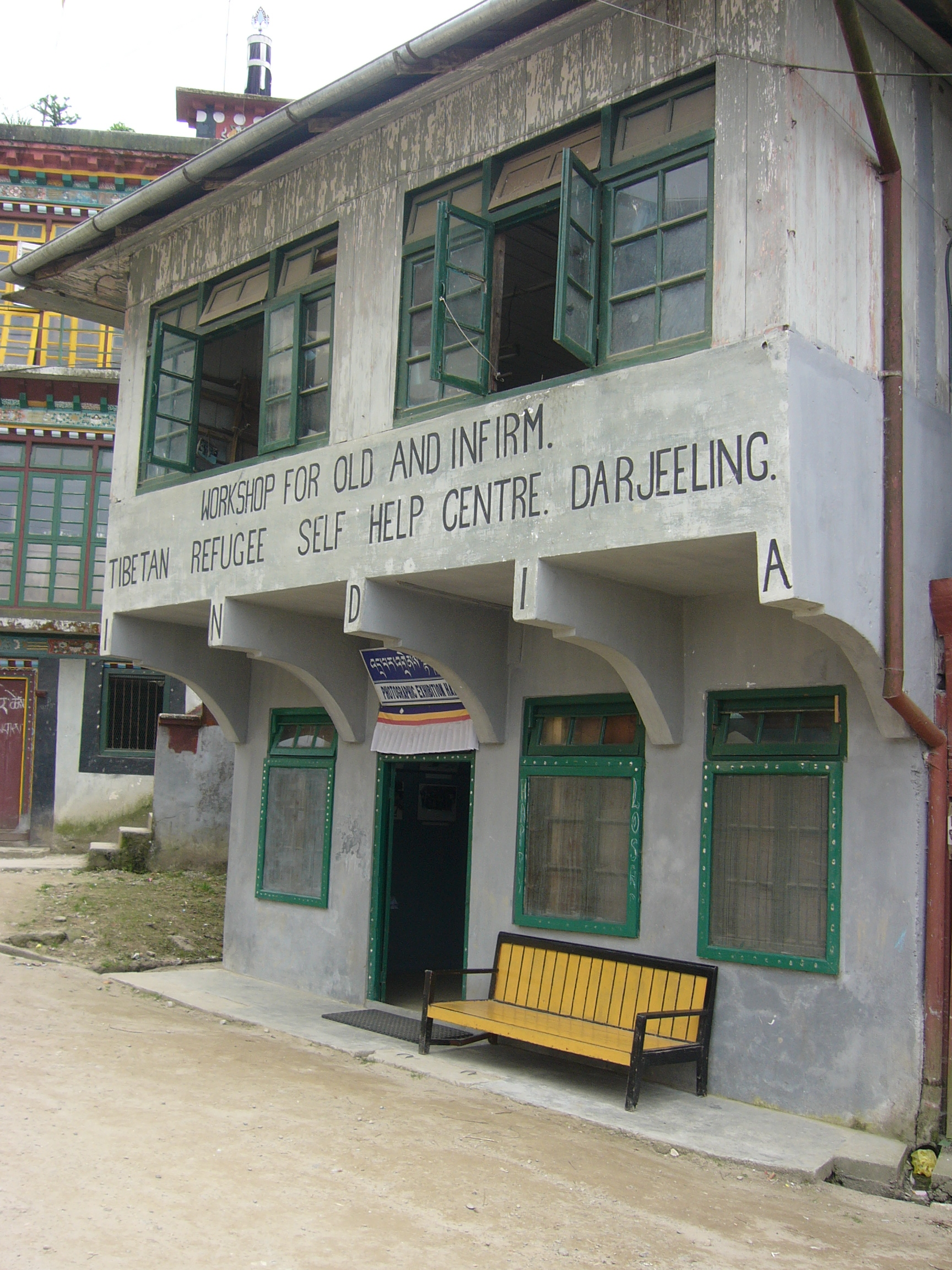
Centro de refugiados tibetanos en la ciudad de Darjeeling (Bengala Occidental).

Refugiados en la India trata de la historia de los refugiados en la India. Este país ha recibido una gran afluencia de refugiados a lo largo de la historia. 

## Refugiados de Gran Irán
Según cuenta la leyenda zoroástrica (ver Qissa-i Sanjan), unos pocos siglos tras la conquista del Imperio sasánida y el posterior derrumbe de la religión zoroástrica, que había creado el estado; al menos un grupo de zoroástricos migró finalmente a lo que en la actualidad es el estado indio de Guyarat para mantener la tradición de dicha religión. Aunque la mayoría de los parsis se toma en serio esta leyenda de entre los siglos XVI y XVII, la persecución en el momento de la migración todavía no era un problema significativo por lo menos hasta el siglo XI. Dado que la propia leyenda hace referencia a que migraron desde Sanjan (actual Turkmenistán), el declive del comercio de la Ruta de la Seda a favor del comercio por vía marítima hace posible que fuese la economía la que motivara su inmigración. Para más detalles, ver Historia Parsi.
Aunque se cree que grupos aislados de zoroástricos migraron entre los siglos XII y XVI a causa de la persecución (por ejemplo, porque el emperador mogol Akbar impulsó el traslado de los iranios alfabetizados, independientemente de su religión); no se comenta nada sobre la inmigración de los zoroástricos por razones socio-religiosas hasta la época de la dinastía Kayar (1794-1925), durante la cual, la persecución de los no musulmanes era descontrolada y los zoroástricos indios habían establecido fondos especiales para ayudar a sus correligionarios iranios. Los descendientes de estos nuevos inmigrantes actualmente se conocen bajo el nombre de iraníes.  

## La Partición de 1947
Durante los meses que inmediatamente siguieron a la Partición tuvieron lugar movimientos migratorios masivos entre las dos naciones recién formadas. Una vez establecidas las fronteras, unos 14,5 millones de personas las cruzaron hacia lo que esperaban que fuera la seguridad relativa de la mayoría religiosa. En base al censo de personas desplazadas de 1951, más de 7.000 millones de musulmanes fueron a Pakistán desde la India, mientras que a más de 7.000 millones de hindúes, sijes y musulmanes les forzaron a partir hacia la India desde Pakistán justo después de la partición. Aproximadamente 11,2 millones o el 78 % de la población transferida acabó en el oeste y Punyab fue el estado que acogió a la mayoría, 5,3 millones de musulmanes se desplazaron desde la India al oeste de Punyab en Pakistán, 3,4 millones de hindúes y sijes fueron trasladados desde Pakistán al este de Punyab en la India. Por otra parte, en otro lugar del Oeste 1,2 millones de personas se desplazaron en dos direcciones, desde la ciudad de Sind y hacia la misma. La migración de población inicial en el Este implicó que 3,5 millones de hindúes se trasladaran desde el Este de Bengala a la India y que solo 0,7 miles de millones de musulmanes se trasladaran hacia la otra dirección.

## Refugiados Tibetanos
Véase también: Diáspora tibetana

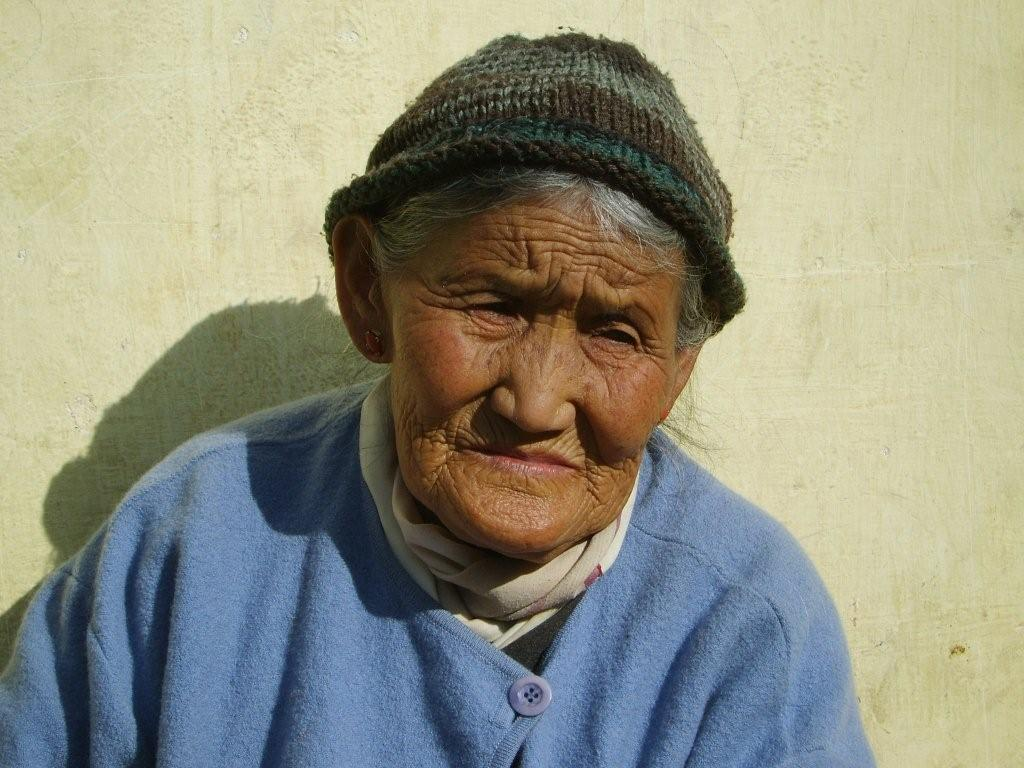
Mujer tibetana en un campo de refugiados en la India

Siguiendo los pasos del decimocuarto Dalai Lama, más de 150 000 refugiados tibetanos se han trasladado a la India durante los últimos 50 años. Este se marchó con su comitiva inicial tras la sublevación fallida tibetana de 1959, junto con 80 000 refugiados tibetanos. Sri Pandit Jawaharlal Nehru aceptó proporcionar todo tipo de asistencia a los refugiados tibetanos con el fin de establecerse en la India hasta su regreso. Hoy en día, 120 000 refugiados permanecen en la India. La Diáspora tibetana mantiene un gobierno exiliado en Himachal Pradesh, el cual coordina las actividades políticas para los tibetanos establecidos en la India. El gobierno tibetano en el exilio desempeña su función desde McLeod Ganj, un suburbio de la ciudad de Dharamsala.
En 1960, el gobierno de Mysore (conocido por aquel entonces con el nombre de Karnataka) asignó aproximadamente 3000 acres (12 km²) de tierra a Bylakuppe en el distrito de Mysore, en Karnataka, y en 1961 surgió el primer asentamiento de los tibetanos que estaban exiliados, Lugsung Samdupling. Unos años más tarde surgió otro asentamiento, el Tibetan Dickey Larsoe, también conocido como TDL. A este le siguieron otros tres asentamientos más en el estado de Karnataka, que lo convirtieron en el estado con mayor población de refugiados tibetanos.
En el estado de Karnataka se fundaron los asentamientos de Rabgayling, en la aldea Gurupura, cerca de Hunsur; el de Dhondenling, en Oderapalya, cerca de Kollegal y el de Doeguling se estableció en Mundgod, en el distrito de Uttara Kannada. Además se estableció la colonia tibetana de Bir en la aldea de Bir, en Himachal Pradesh. Otros estados han proporcionado tierras a los refugiados tibetanos. Por ejemplo, Jirengo, situado en el distrito de Gajapati en Odisha, que tiene una gran comunidad tibetana y el monasterio budista más grande del sur de Asia.
El gobierno de la India construyó escuelas especiales para tibetanos, que ofrecen educación gratuita, asistencia médica y becas para aquellos estudiantes de alto rendimiento académico. Aparte de esto, se reservan plazas de ingeniería médica y civil para los tibetanos. Los tibetanos viven en India con un permiso de residencia que se procesa a través de un documento llamado Certificado de Registro. Se renueva cada año o cada medio año en algunas áreas. Todos los refugiados tibetanos mayores de 16 años deben registrarse para que les concedan el permiso de residencia. Los Certificados de Registro no se emiten a los nuevos refugiados que llegan. El gobierno indio también emite "Libros amarillos" después de un año con el Certificado de Registro, que permiten a los tibetanos viajar al extranjero y funcionan como un Certificado de Identidad.

## Refugiados de Bangladés
Durante la Guerra de Liberación de Bangladés se mantuvo abierta la frontera entre la India y Bangladés, para que los bengalíes huyeran del genocidio de las unidades del SSG de la Armada Paquistaní y así encontrar refugio en India. Los gobiernos estatales de India, como el de Bengala Occidental, Assam, Meghalaya y Tripura, establecieron campos de refugiados por toda la frontera. A medida que aumentaban los asesinatos en Bangladés, 10 millones de refugiados aproximadamente escaparon a la India. Esto causó inestabilidad y dificultades económicas en Bangladés, que ya arrastraba los problemas causados por los genocidios de Bangladés de 1971, además de los conflictos regionales de los estados del noreste.
En 1947, durante la Partición de la India, mucha gente del Bengala Oriental, la mayoría hindúes, emigraron al Bengala Occidental. En ocasiones, la población nativa del Bengala Occidental se refería a los refugiados como Bangales. En 1947 los hindúes ya formaban parte del 30 % de la población total del Bengala Oriental, sin embargo, después de la Partición, en 1961 bajaron al 19 %. En 1991, había caído al 10,5 % y, finalmente, en el censo de 2001, eran un 9,2 %, de los cuales se estimaba que en 2008 caería aún más, llegando al 8 %. En 1931, gran parte de la población de la región de Bengala se convirtió al islam, de estos, el 52 % era mayoría hinduista en el censo de 1921. Más adelante, el censo de 1941 mostró que después de la Partición, un 45,5 % de la población de Bengala era hinduista y ahora, el 28 % de toda la región del Bengala estaba compuesta por Bengala Occidental y Bangladés. La población musulmana del Bengala Occidental pasó del 9 % en 1951 (el cual bajó del 19 % en 1941 debido a la entrada de refugiados hindúes de Bangladés) a aumentar a un 28 % en 2001, según un censo de la India.
En 2001, se informó de que muchas de las familias hindúes de Bangladés habían atravesado la frontera de la India para huir de la represión de Bangladés.

## Refugiados de Pakistán
En las ciudades indias hay casi 400 asentamientos pakistaníes hindúes. Algunas de ellas son: Ahmedabad y Surat en Guyarat y Jodhpur, Jaysalmer, Bikaner y Yaipur en Rayastán. En 2015 el gobierno indio concedió la nacionalidad a 4300 refugiados hindúes y sijes de Pakistán y Afganistán.

## Refugiados Afganos
Más de 60 000 refugiados afganos llegaron a la India durante los siguientes años a la guerra afganosoviética (1979-1989). El gobierno de la India no los reconoció oficialmente como refugiados, sino que permitió a la ACNUR (La Agencia de la ONU para Refugiados) de la India que desarrollaran un programa para ellos.

## Tamiles cingaleses
En la India hay más de 100 000 tamiles cingaleses, muchos de ellos migraron durante la época en la que se produjo el crecimiento del activismo en Sri Lanka. La mayoría se encuentra solo en los estados del sur de Tamil Nadu (en Chennai, Tiruchirappalli y Coimbatore), Karnataka (en Bangalore) y Kerala, dichos territorios tienen una gran población procedente de Sri Lanka.

## Los rohingyás
Los rohingyás pertenecen a la etnia musulmana del estado de Rakhine, Birmania. Los rohingyás han sido declarados por la ACNUR como el grupo étnico más perseguido en el mundo. La India alberga un número significativo de rohingyás en Delhi, Hyderabad, Cachemira, Bengala Occidental y el noreste de India. El gobierno indio no los reconoce oficialmente como refugiados.